# 孔屑
孔屑（?—?），《水经·汶水注》引《纪年》作孔屑，《吕氏春秋·不广》作孔青，战国时期赵国将领。
赵烈侯四年（前405年），田齐内乱，公孙会（《史记》作田會）以廪丘（今山东省郓城县西北）叛离归赵国。齐国将领田布攻打廪丘，孔屑奉命率领敢死之士伐齐救公孙会，大败齐军，斩杀三万，获得两千车辆。把尸骨封土堆成两个高丘。甯越建议让齐国前来收尸，让他们埋葬而国用匮乏。孔屑问如果齐国不来收尸，那该怎么办。甯越说齐国民众肯定会怨恨齐国的。